# Daniel Tupou

a Compétitions nationales et continentales officielles uniquement.

b Matchs officiels uniquement.
Daniel Tupou, né le 17 juin 1991 à Sydney (Nouvelle-Galles du Sud), est un joueur de rugby à XIII australien d'origine tongienne évoluant au poste d'ailier, d'arrière ou de centre. Il fait ses débuts en National Rugby League avec les Sydney Roosters lors de la saison 2012. Il devient titulaire au sein des Roosters en 2013, année où la franchise remporte la NRL. Il prend part également aux State of Origin avec la Nouvelle-Galles du Sud en 2014 ainsi qu'au City vs Country Origin. Enfin, il est appelé en sélection des Tonga avec laquelle il dispute la Coupe du monde 2013 où la sélection est éliminée dès le premier tour.

## Palmarès

### En club
- Collectif :
  - Vainqueur du World Club Challenge : 2019 et 2020 (Sydney Roosters).
  - Vainqueur de la  National Rugby League : 2013 , 2018 et 2019 (Sydney Roosters).

### En sélection

#### Coupe du monde
| Édition         | Rang        | Résultats Tonga | Résultats Tupou | Matchs Tupou |
| --------------- | ----------- | --------------- | --------------- | ------------ |
| Angleterre 2013 | 1er tour    | 2 v, 0 n, 1 d   | 2 v, 0 n, 1 d   | 3/3          |
| Australie 2017  | Demi-finale | 4 v, 0 n, 1 d   | 4 v, 0 n, 1 d   | 5/5          |

Légende : v = victoire ; n = match nul ; d = défaite.

## Statistiques
| Saison | Club            | Compétition           | Matchs | Points | Essais | Goals | Drops |
| ------ | --------------- | --------------------- | ------ | ------ | ------ | ----- | ----- |
| 2012   | Sydney Roosters | National Rugby League | 3      | 12     | 3      | -     | -     |
| 2013   | Sydney Roosters | National Rugby League | 26     | 56     | 14     | -     | -     |
| 2014   | Sydney Roosters | National Rugby League | 19     | 56     | 14     | -     | -     |
| 2015   | Sydney Roosters | National Rugby League | 27     | 64     | 16     | -     | -     |
| 2016   | Sydney Roosters | National Rugby League | 21     | 40     | 10     | -     | -     |
| 2017   | Sydney Roosters | National Rugby League | 21     | 44     | 11     | -     | -     |
| 2018   | Sydney Roosters | National Rugby League | 15     | 24     | 6      | -     | -     |
| 2019   | Sydney Roosters | National Rugby League | 26     | 60     | 15     | -     | -     |